# Athis-Mons
Athis-Mons – miejscowość i gmina we Francji, w regionie Île-de-France, w departamencie Essonne. Przez miejscowość przepływa Sekwana.
Według danych na rok 1990 gminę zamieszkiwały 29 123 osoby, a gęstość zaludnienia wynosiła 3398 osób/km² (wśród 1287 gmin regionu Île-de-France Athis-Mons plasuje się na 82. miejscu pod względem liczby ludności, natomiast pod względem powierzchni na miejscu 450.).

## Współpraca
- Ballina, Irlandia
- Filingué, Niger
- Rothenburg ob der Tauber, Niemcy
- Sinaia, Rumunia
- Sora, Włochy